# Bolbitius vitellinus
Bolbitius titubans, también identificado como Bolbitius vitellinus, es una especie de hongos no comestible de la familia Bolbitiaceae con una amplia distribución propio de Estados Unidos y Europa. Crece principalmente sobre estiércol o terrenos con mucho abono animal, y a veces sobre praderas de pasto.

## Descripción
Su sombrero mide entre 1.5 a 5 cm de diámetro, y de joven tiene forma de huevo a convexa, finalmente adopta una forma casi plana. El sombrero inicialmente es amarillo, y con el tiempo adopta un tono blancuzco o grisáceo.  Sus laminillas no se encuentran adosadas al estipe, son frágiles y lisas, y pasan de canela blanquecina o amarillo pálido a oxidado con la edad. El estipe mide de 3 a 10 cm de alto y 2 a 4 mm de grosor, es blancuzco amarillento con un fino polvo harinoso, y es muy delicado.